# John Sekula
John Sekula (14 de enero de 1969–28 de octubre de 2010) fue un guitarrista, miembro de la formación original de la banda de heavy metal Mushroomhead.

## Biografía
También conocido como J.J. Righteous, Sekula fue característico por llevar una máscara de Ace Frehley, una máscara de soldadura, una parecida a un trol y otra de Ghostface. Fue reemplazado por Marko "Bronson" Vukcevich en 2001 después de diferentes problemas con las drogas. Sekula también tocó la guitarra para State of Conviction y Unified Culture, ambos liderados por el vocalista de Mushroomhead Jason Popson.
El 28 de octubre de 2010, Sekula sufrió un fallo cardíaco que provocó su muerte. 

## Discografía

### Mushroomhead
- Mushroomhead (1995)
- Superbuick (1996)
- Remix (1997)
- M3 (1999)
- XX (2001)
- Remix 2000 (2002)